# Carrer Major (Tiurana)
El Carrer Major era una via pública del poble antic de Tiurana (Noguera) inclosa a l'Inventari del Patrimoni Arquitectònic de Catalunya.

## Descripció
Carrer molt estret amb cases a banda i banda, fetes amb pedra de carreus, forja de ferro i fusta.
Gairebé totes les cases presentaven la mateixa estructura. S'accedia a l'habitatge per una porta dovellada d'arc de mig punt, a la clau de l'arc hi ha la data de construcció, dates que van del segle xvii al xviii. A la part superior hi havia un pis, l'habitatge familiar, que s'obria a l'exterior amb un balcó. Damunt el primer pis n'hi havia un altre, a vegades utilitzat també com a habitatge i en altres com a golfa, que s'obria a l'exterior amb finestres; algunes cases tenien a dalt de tot una golfa; acabava la casa una cornisa més o menys decorada.
Un tram del carrer Major estava porticat, amb arcs de mig punt la majoria. Aquests arcs es van traslladar al nou poble.

## Història
El carrer Major era un dels més antics del poble i el que millor conserva la seva estructura primitiva.
Temps enrere aquest carrer quedava tancat per les estructures de les cases i per dos portes que hi havia a cada extrem, i encara es conservava un arc d'una.